# Route 66 (Prison Break)
Pour les articles homonymes, voir Route 66 (homonymie).
Route 66 est le huitième épisode du feuilleton télévisé Prison Break. 

## Résumé
La pièce de stockage par où ils devaient passer pour s'évader a été convertie en local des gardiens, et le but de l'épisode est d'y entrer pour percer un passage d'accès aux canalisations enterrées. Le directeur et le capitaine se démènent pour trouver qui a tué Bob (le gardien otage) durant l'émeute. Plusieurs épisodes auparavant, la chef des conspirateurs avait donné l'ordre de tuer Veronica. Elle est encore menacée dans l'épisode précédent, cette fois-ci ils passent vraiment à l'action. Après avoir menacé Burrows, ils envoient aussi les nettoyeurs chez son fils L.J. qui se retrouve, avec sa mère (l'ex de Burrows) et son copain, en très fâcheuse position.

## Informations

### Chronologie
- Cet épisode a lieu les 26, 27, 28 et 29 avril. Trois semaines se sont écoulées depuis l'arrivée de Michael à Fox River.

### Culture
- La Route 66 est une route mythique des États-Unis. Elle reliait l'Illinois à la Californie et a constitué pendant une cinquantaine d'années l'une des principales voies commerciales et touristiques de la Côte Ouest. Contrairement à ce qu'affirme Michael dans cet épisode, elle ne débutait pas à New York mais à Chicago. Retirée officiellement en 1985, elle a été remplacée par l'autoroute interstate 40.

### Erreurs
- Au tout début de l'épisode, Michael déclare: « Seventy days from now, they're going to strap my brother to the electric chair, sending 50,000 volts coursing through his body for a crime he didn't commit. » (« Dans soixante dix jours, ils vont mettre mon frère sur la chaise électrique, envoyer 50 000 volts dans son corps pour un crime qu'il n'a pas commis. »). Or en réalité, les exécutions par chaise électrique s'effectuent par cycles automatiques de quelques minutes, dont la tension au départ se situe entre 2000 et 2500 volts puis va en décroissant.
- Toujours au début de l'épisode, Nick demande à Veronica de l'aider à porter les 5 cartons. Or, lors de leur transport, on n'en voit que 4

### Divers
- Le titre de cet épisode fait référence à la métaphore qu'emploie Michael pour décrire leur route vers la sortie. En effet, pour lui la route 66 est la route qui relie New York City (leurs cellules) à la Californie (l'infirmerie).
- À la fin de l'épisode, l'identité d'un des chefs de la conspiration est révélée. Il s'agit de la vice-présidente Caroline Reynolds, la sœur de Terrence Steadman, l'homme que Lincoln est accusé d'avoir assassiné.